# Ribeira (Terras de Bouro)
Ribeira es una freguesia portuguesa del concelho de Terras de Bouro, con 2,44 km² de superficie y 219 habitantes (2001). Su densidad de población es de 89,8 hab/km².